# Psathyrostachys
Psathyrostachys es un género de plantas herbáceas de la familia de las poáceas. Es originario de Eurasia.

## Etimología
El nombre del género deriva de las palabras griegas psathyros (débil, desmoronamiento) y stachys (espiga), aludiendo a la fragilidad del raquis. 

## Especies
- Psathyrostachys caduca
- Psathyrostachys caespitosa
- Psathyrostachys daghestanicus
- Psathyrostachys desertorum
- Psathyrostachys fragilis
- Psathyrostachys huachanica
- Psathyrostachys huashanica
- Psathyrostachys hyalantha
- Psathyrostachys juncea
- Psathyrostachys junceus
- Psathyrostachys kronenburgii
- Psathyrostachys lanuginosa
- Psathyrostachys rupestris
- Psathyrostachys ruprestris
- Psathyrostachys scabriphylla
- Psathyrostachys stoloniformis